# Vauban
Sébastien Le Prestre, señor de Vauban y posteriormente marqués de Vauban, llamado comúnmente Vauban (Saint-Léger-Vauban, 15 de mayo de 1633-París, 30 de marzo de 1707), fue un mariscal francés y el principal ingeniero militar de su tiempo, afamado por su habilidad tanto en el diseño de fortificaciones como en su conquista.
También aconsejó a Luis XIV sobre la consolidación de las fronteras, haciéndolas más defendibles. Recomendó una medida radical: ceder algunas tierras indefendibles, lo que permitiría constituir unas fronteras más fuertes e impenetrables.
Su influencia en la arquitectura militar ha sido importante. Algunas de las fortificaciones de Vauban fueron añadidas en 2008 por la Unesco a la lista del Patrimonio de la Humanidad.

## Vida y doctrinas

### Infancia
Vauban nació en Saint-Léger-de-Foucheret (renombrada en su honor Saint-Léger-Vauban), en el departamento de Yonne, en Borgoña, Francia, en una familia de la nobleza menor. A los 10 años se quedó huérfano y en muy penosas circunstancias, por lo que pasó su niñez y juventud entre el campesinado de su localidad. Un hecho afortunado le llevó a estar bajo el cuidado del prior de los Carmelitas de Semur, que asumió su educación; así, aprendió las bases matemáticas, científicas y de geometría que serían inestimables para su venidera profesión.

### Entrada en el ejército
A la edad de 17 años, Vauban se alistó en el regimiento del Príncipe de Condé durante la guerra de la Fronda. Al cabo de un año, su valerosa conducta le hizo merecer el ofrecimiento de una comisión, que él rechazó a causa de su falta de medios. Así las cosas, Condé le empleó para ayudar en la fortificación de Clermont-en-Argonne. Poco después fue hecho prisionero por las tropas reales; el buen trato recibido, pese a ser considerado rebelde, y la bondad de Mazarino convirtieron al joven ingeniero en un leal sirviente del rey.

### Ingeniero real

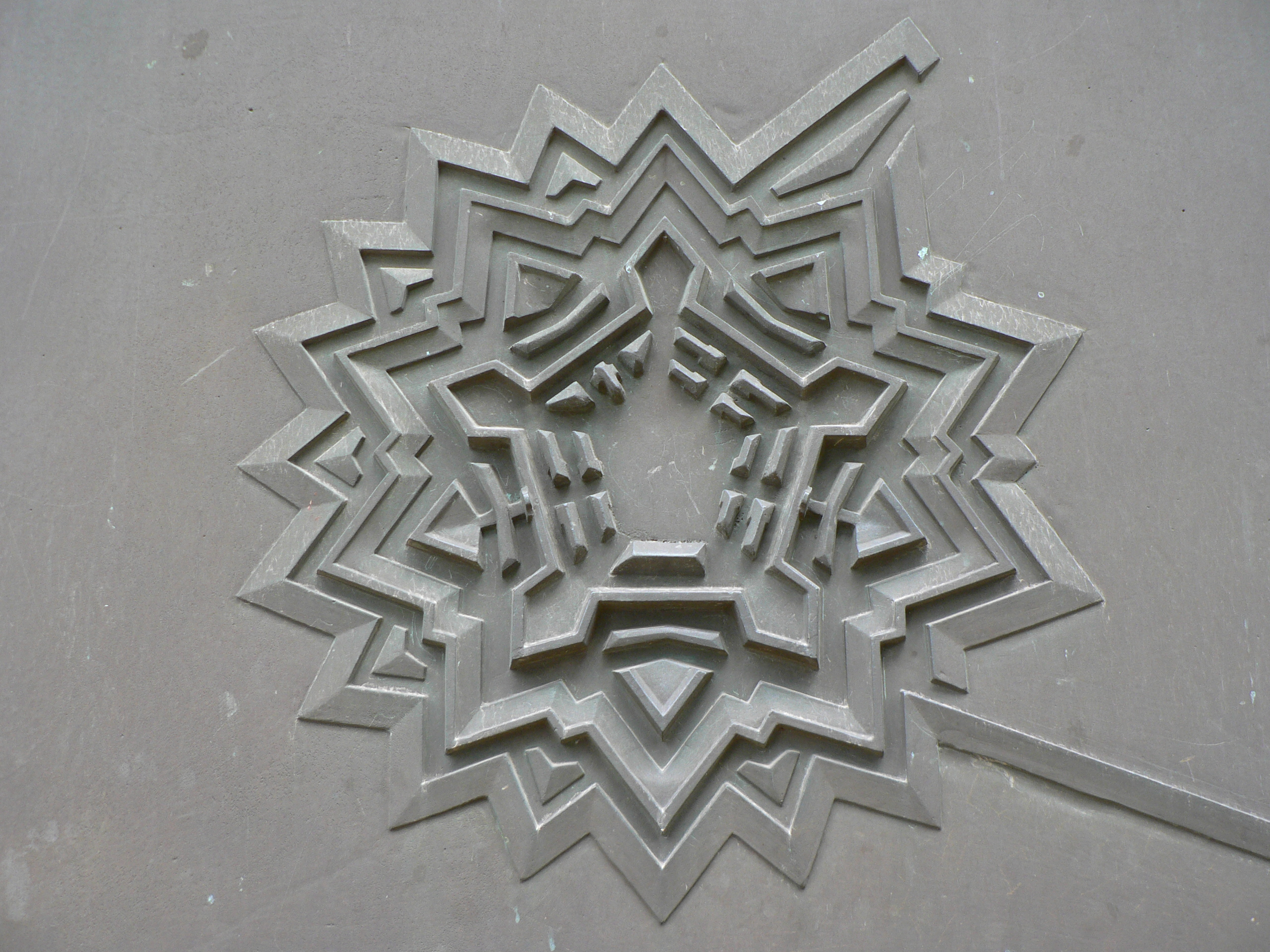
La ciudadela de Lille en forma de estrella de cinco puntas.

Tras el asalto de Sainte-Menehould en 1653 (que ya había ayudado a tomar estando en el bando de la Fronda), obtuvo el empleo de teniente en el regimiento de Borgoña. En Stenay fue herido dos veces. Poco después asedió y tomó por sí mismo su primera fortaleza, Clermont en noviembre de 1654, y en mayo de 1655 recibió el título de ingénieur du roi (ingeniero real) tras haber sido aprendiz del caballero de Clerville, uno de los principales ingenieros de su época. Entre ese año y 1659 tomó parte o dirigió diez asaltos con distinción, fue herido varias veces y recompensado por el rey con una compañía del famoso regimiento de Picardía. En esa época se casó con su prima, Jeanne d'Aulnay. Tras la paz, se le encargó la construcción de varios sistemas defensivos, entre ellos el de Dunkerque, donde continuaría trabajando hasta el año anterior a su muerte.
En la Guerra de Devolución (1667-68), dirigió, en presencia del rey, los sitios de Douai, Tournai y Lille. En este último se distinguió tanto que recibió el título de teniente en guardia (con el mismo rango que un coronel). Por la Paz de Aquisgrán Francia obtuvo la posesión de nuevas plazas fuertes, que Vauban mejoró o reconstruyó; en aquel momento aún no había desarrollado los aspectos característicos de su método de fortificación y siguió fielmente los sistemas de sus predecesores. El Ministro de Finanzas Colbert y el marqués de Louvois se interesaron profundamente en su trabajo y, a instancias de este último, redactó en 1669 su Mémoire pour servir à l'instruction dans la conduite des sièges (ésta fue publicada, junto a un memorándum sobre la defensa de fortalezas de otro autor, en Leiden en 1740).

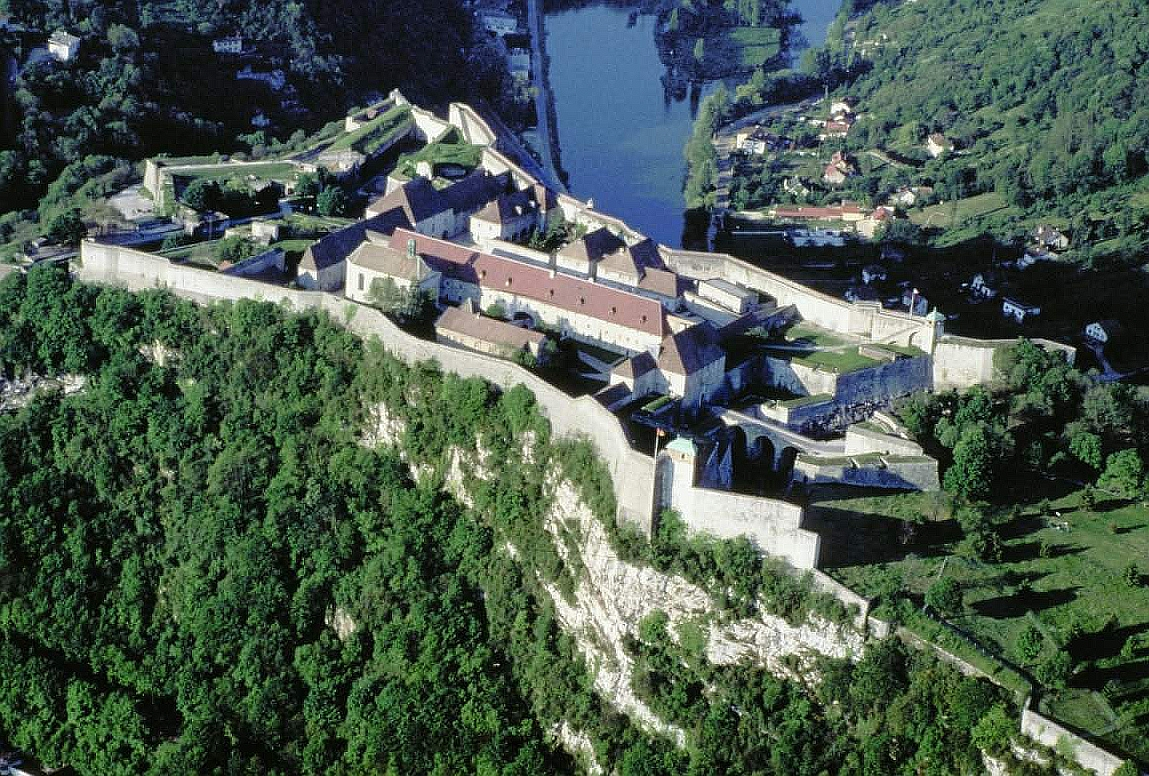
Ciudadela de Besançon en el Franco Condado.

Poco después, en la guerra franco-holandesa de 1672-1678, Vauban dirigió de nuevo los asedios más importantes: Rheinberg y Nimega en 1672, Maastricht y Tréveris en 1673, Besançon en 1674. A finales de ese año supervisó la única defensa en la que tomó parte, la de Oudenaarde. A esto siguió el sometimiento de Dinant, Huy y Limburgo. En ese tiempo escribió para los comandantes de Verdún y Le Quesnoy las valiosas Instructions pour la défense. En 1676 fue nombrado mariscal de campo. A lo largo de ese año tomó Condé, Bouchain y otras plazas, Valenciennes y Cambrai en 1677, así como Gante e Ypres en 1678.
En ese tiempo Vauban sintetizó los métodos de ataque a plazas fuertes, por los que llegaría a ser más renombrado como ingeniero que por sus sistemas de fortificación. La introducción de un "acercamiento sistemático por paralelos" (se dice que inspirado en el desempeño de los turcos en Candía en 1668) data del sitio de Maastricht, manteniéndose hasta el siglo XX como el método indicado o de referencia para el ataque a una fortaleza. La Paz de Nimega dio más territorios a Francia, y se tuvieron que adaptar más fortalezas.

### Comisario general de Fortificaciones
Vauban fue nombrado comisario general de Fortificaciones a la muerte de De Clerville, y en 1679 escribió un memorándum sobre las plazas de las nuevas fronteras; de él se desprende que desde Dunkerque a Dinant Francia contaba con quince fortalezas y fuertes, con trece más en segunda línea. La mayoría de ellas fueron reconstruidas por Vauban; las fortalezas adquiridas posteriormente, en particular Estrasburgo en 1681, le supusieron un incesante trabajo. En Saarlouis apareció por primera vez el "primer sistema de fortificación" de Vauban, que se mantuvo como un modelo aceptado hasta épocas relativamente recientes. Nunca vaciló en mantener lo valioso de los métodos de sus predecesores, a los cuales hasta ese momento había seguido, y los superó más en la práctica que en la teoría.
En 1682 empezó a aparecer su "segundo sistema", que introducía modificaciones en el primer diseño para prolongar la resistencia de la fortaleza; y por la misma época escribió un manual práctico titulado Le Directeur-Général des fortifications (Hague, 1683-85). Habiendo conseguido el título de lieut.-general, volvió al campo de batalla una vez más, y capturó Cortrique en 1683 y Luxemburgo al año siguiente. La inesperada fortaleza de determinadas torres diseñadas por el ingeniero español Louvigny (fl. 1673) en Luxemburgo le sugirieron los bastiones-torre, que son la característica peculiar del segundo sistema de Vauban y que fue puesto en ejecución en Belfort sobre esa época.
En 1687 escogió Landau como plaza principal de armas de la Baja Alsacia, y dejó en la plaza todos los recursos de su arte. Pero junto a este desarrollo surgió el aún más importante esquema de ataque. Fundó una compañía de mineros, y los experimentos llevados a cabo bajo su supervisión resultaron en el establecimiento de todas las fórmulas necesarias para el minado militar (Traité des mines, París, 1740 y 1799; Hague, 1744). En el asalto de Ath en 1697, habiendo participado mientras tanto en más asaltos, notablemente en el de Namur en 1692 (defendida por el gran ingeniero holandés Coehoorn), empleó fuego ricochet por primera vez como medio principal para romper las defensas. De hecho, ya lo había utilizado con éxito en Philippsburg en 1688 y en Namur, pero la envidia de la artillería había interferido y dificultado el uso completo de su notable invento que, junto a sus otras mejoras, permitía, casi con total seguridad, el éxito del ataque.
Tras la paz de Ryswick Vauban reconstruyó y mejoró otras fortalezas. En particular, la de Neuf-Brisach fue fortificada según su "tercer sistema", que era de hecho una modificación del segundo y que fue llamado por Vauban système de Landau perfectionné. Su último asalto fue el de Vieux-Breisach en 1703, cuando redujo la fortaleza en una quincena de días. El 14 de enero de ese año, Vauban fue nombrado mariscal de Francia, un rango demasiado grande para la dirección técnica de asaltos, y su carrera en activo finalizó con su promoción. Poco después apareció su Traité de l'attaque des places, una edición revisada y amplificada de una memoria anterior de 1669, que contiene completamente desarrollados los métodos de ataque de Vauban: las características principales de este son los paralelos, fuego ricochet y el ataque de la defensa mediante fuego vertical.

### Los problemas con los contratistas
Actualmente en Francia, aún se pueden encontrar en algunas ciudades murallas, defensas militares o fortificaciones con el nombre de Vauban; por ejemplo, en Estrasburgo se encuentra el Barrage Vauban, un puente casamata que representa el último vestigio de la muralla construida por este personaje. Existe una carta que envió al ministro de la Guerra en la que, entre otras cosas, le decía:

...Hay algunos trabajos en los últimos años que no se han terminado y que no se terminarán, y todo eso, Monseñor, por la confusión que causan las frecuentes rebajas que se hacen en sus obras, lo que no sirve más que para atraer como contratistas a los miserables, pillos o ignorantes, y ahuyentar a aquellos que son capaces de conducir una empresa. Yo digo más, y es que ellos retrasan y encarecen considerablemente las obras porque esas rebajas y economías tan buscadas son imaginarias y lo que un contratista que pierde hace lo mismo que un náufrago que se ahoga, agarrarse a todo lo que puede; y agarrarse a todo, en el oficio de contratista, es no pagar a los suministradores, dar salarios bajos, tener peores obreros, engañar sobre todas las cosas y siempre pedir misericordia contra esto y aquello.

...Y de ahí bastante, Monseñor, para hacerle ver la imperfección de esa conducta, abandónela pues, y, en nombre de Dios, restablezca la buena fe; encargar las obras a un contratista que cumpla con su deber será siempre la solución más barata que podréis encontrar.
Carta de Vauban a Louvois del 17 de julio de 1685.

### Pérdida de influencia

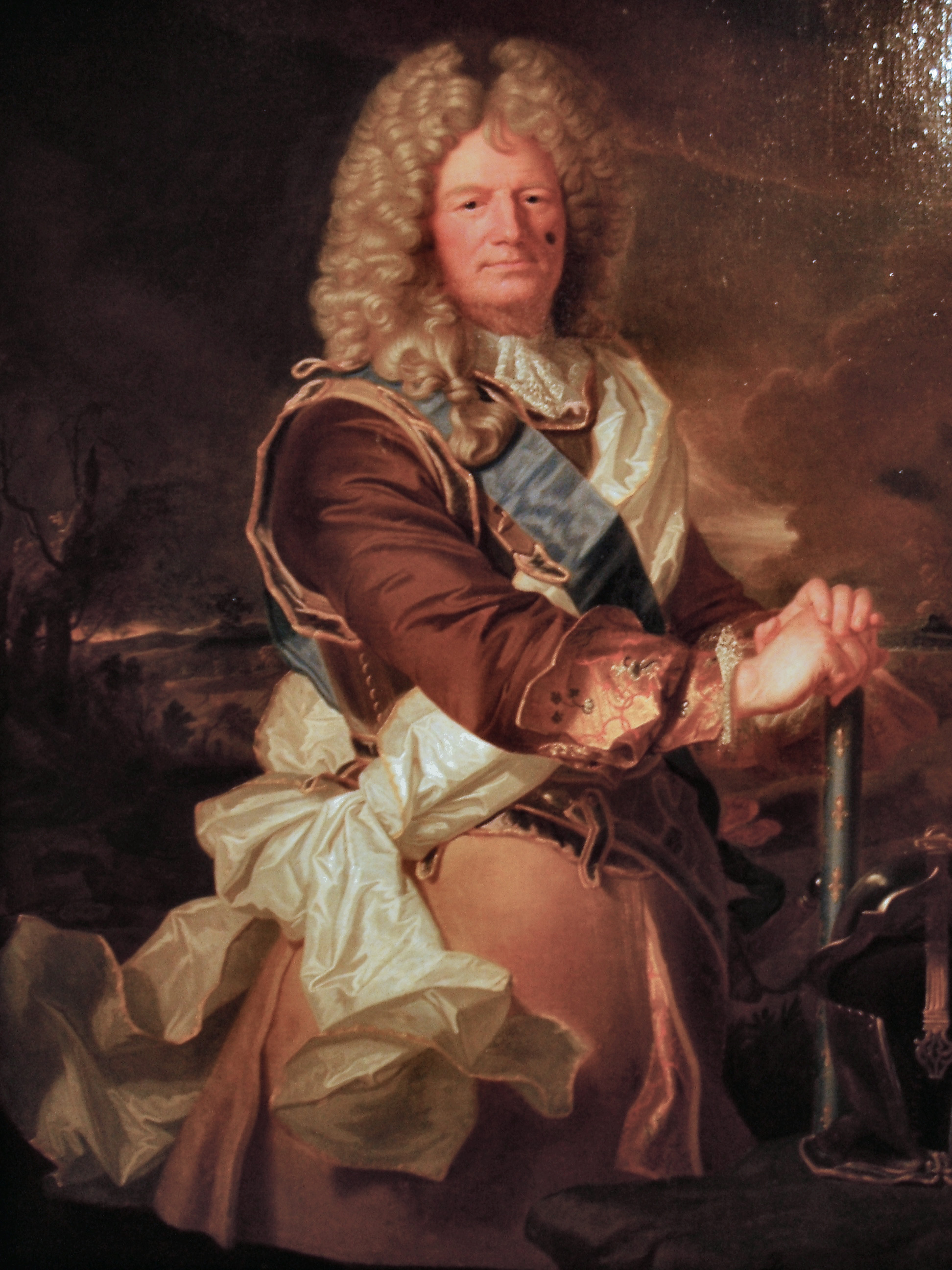
Hyacinthe Rigaud, Sébastien Le Prestre de Vauban.

Luis XIV estaba ahora a la defensiva, y la guerra de sucesión española vio el descenso gradual de la influencia de Vauban, mientras sus fortalezas eran tomadas por el enemigo una y otra vez. Las diversas tomas de Landau, su mejor trabajo, le causaron ser desaprobado. Pero su mayor contribución no estaba en la defensa, sino en el ataque. En la oscuridad de la derrota Vauban volvió su atención a la defensa, y escribió su obra De la defense des places (editado por General Valaze, París, 1829), aunque tiene mucho menos valor que Attaque, y sus visionarias ideas de campos de trincheras (Traits des fortifications de campagne) fueron fríamente recibidas, aunque allí se pueden encontrar los elementos de los "detached forts", sistema universal en la Europa del siglo XX.
Aunque indispensable para Luis XIV, Vauban desplegó valientemente su buena voluntad en varias ocasiones. En 1685, Vauban condenó la revocación del edicto de Nantes. Parece que su oposición fue en materia económica, principalmente. En la década de 1690, dirigió un extenso censo de Flandes y otras áreas de Francia, que se ganó el sobrenombre de "French Petty". Escritor prolífico de muchas materias, p. ej. silvicultura, cría del cerdo, política monetaria, colonización, etc., Vauban fue miembro honorario de la Academia de las Ciencias francesa. Aplicando su conocimiento, incluso estimó correctamente y trazó el crecimiento de Canadá, prediciendo que su población estaría sobre los 30 millones en el año 2000.
Consternado por la ineficiencia del Colbertismo, Vauban exigió la revocación de todos los impuestos y la imposición de un único impuesto del 10% en todas las tierras y comercios sin exención. Apoyó su argumento con una gran cantidad de estadísticas. No fue bien recibido en su tiempo (el rey le rechazó a partir de entonces), pero más tarde inspiró a los economistas de la Ilustración, tales como Forbonnais, Mirabeau y los fisiócratas.
Murió en París debido a una inflamación de los pulmones. Durante la Revolución francesa sus restos se dispersaron, pero en 1808 se encontró su corazón, y fue depositado por orden de Napoleón en el Panteón de Les Invalides.

## Obras de ingeniería
Entre 1667 y 1707, Vauban mejoró las defensas y ciudadelas de más de 300 localidades, entre las cuales destacan: Antibes, Arras, Auxonne, Avallon, Barraux, Bayona, Belfort, Bergues, Besançon, Bitche, Blaye, Briançon, Bouillon, Calais, Cambrai, Colmars-les-Alpes, Concarneau, Entrevaux, Gravelines, Huningue, Joux, Kehl, Landau, Le Quesnoy, Lille, Lusignan, El Pertús (Fuerte de Bellegarde),  Luxemburgo, Maastricht, Maubeuge, Metz, Mont-Dauphin, Mont-Louis, Montmédy, Namur, Neuf-Brisach, Perpiñán, Rocroi, Saarlouis, San Juan Pie de Puerto, Saint-Omer, Sedán, Toul, Villefranche-de-Conflent, Ypres.
Vauban dirigió la construcción de 37 nuevas fortalezas y puertos militares: Ambleteuse, Brest, Dunkerque, Quebec, Rochefort, San Juan de Luz (Fuerte Socoa), Saint-Malo, Saint-Martin-de-Ré, Toulon, Wimereux, Le Palais, Le Portel, Sarrelouis.
También participó en la dirección de otras obras civiles (Canal del Bruche) y supervisó el sistema defensivo de las colonias antillanas (Saint-Louis-du-Sud).